# ダン・プライアー
ダン・プライアー（Dan Pryor、1988年4月14日 - ）は、メジャーリーグラグビー、サンディエゴ・リージョンに所属するラグビーユニオン選手。

## プロフィール
- ニュージーランド・オークランド出身。
- ポジションはフランカー(FL)。
- 身長 191cm、体重 103kg
- ニックネームはダン。
- マオリ・オールブラックスに選ばれたことがある[1]。
- 弟のカラもラグビー選手[2]。

## 略歴
5歳からラグビーを始めた。
オークランドグラマー高校、ノースランド、ブルース、ハイランダーズを経て、2018年、宗像サニックスブルースに加入。同年8月31日に行われたジャパンラグビートップリーグ第1節の日野レッドドルフィンズ戦にて先発出場で日本での公式戦初出場を果たす。また同年11月にはサンウルブズの2019年スコッドに選ばれた。
2020年、宗像サニックスブルースの共同主将に就任。
2022年、サンディエゴ・リージョンに加入。 